# Luomian Zhen
Luomian Zhen (kinesiska: 罗免, 罗免镇) är en köping i Kina. Den ligger i provinsen Yunnan, i den sydvästra delen av landet, omkring 39 kilometer nordväst om provinshuvudstaden Kunming.
Genomsnittlig årsnederbörd är 881 millimeter. Den regnigaste månaden är juli, med i genomsnitt 186 mm nederbörd, och den torraste är februari, med 8 mm nederbörd.